# Effie Bancroft
Effie Bancroft, nata Effie Marie Wilton e nota anche come Lady Bancroft (Doncaster, 1839 – Folkestone, 1921), è stata un'attrice, direttrice teatrale e scrittrice britannica.

## Biografia

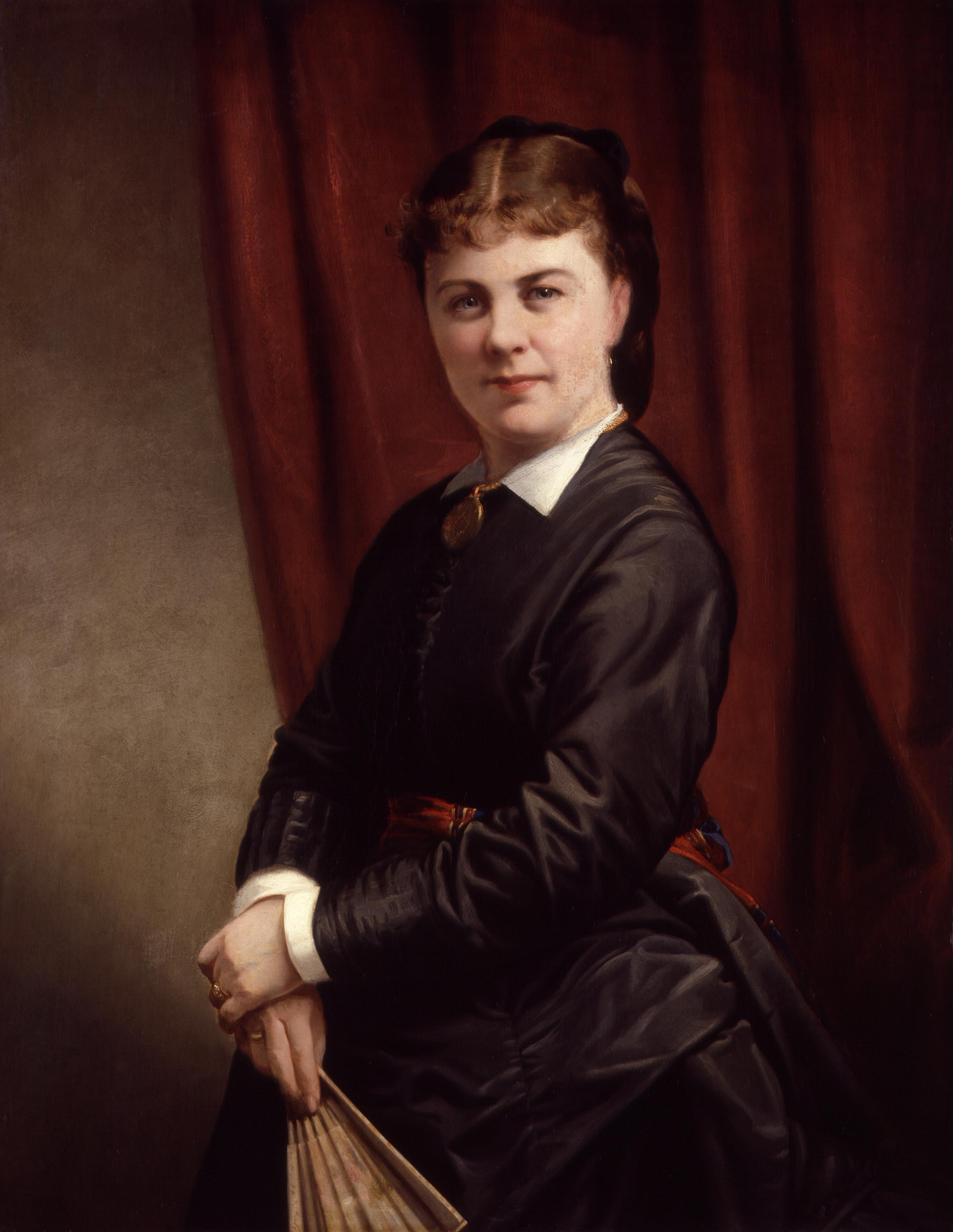
Effie Bancroft, circa 1870, National Portrait Gallery (Londra)

Effie Bancroft nacque a Doncaster nel 1839,in una famiglia di attori.
Recitò sul palcoscenico con i suoi genitori durante tutta la sua infanzia. Debuttò a Londra nel 1856 al Lyceum Theatre. Durante la sua carriera giovanile ottenne grande popolarità interpretando ruoli di ragazzo in diverse produzioni, tra cui Pippo, in The Maid and the Magpie, al Royal Strand Theatre nel 1858.

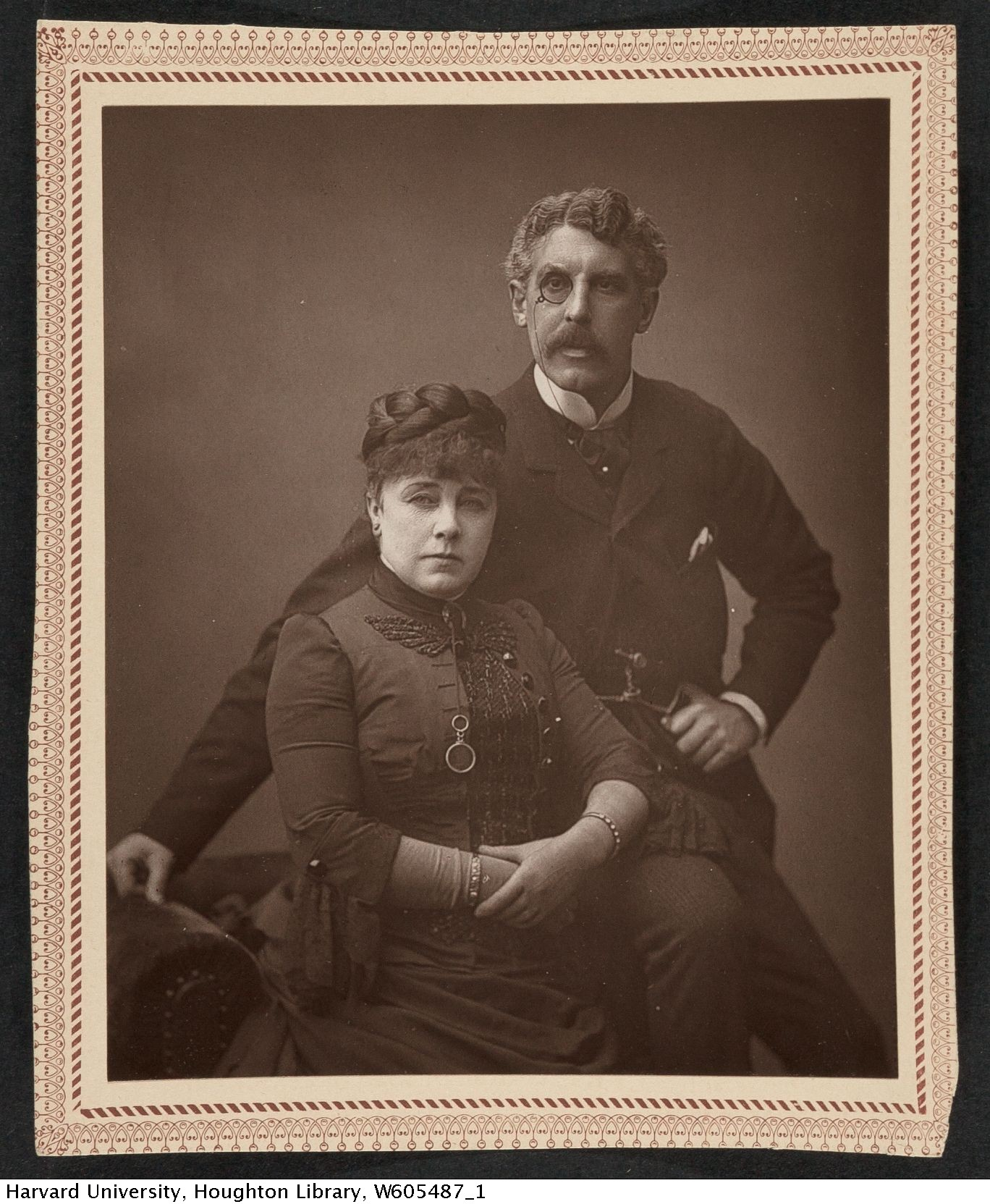
Effie Bancroft e Squire Bancroft, prima del 1921, Houghton Library

Dopo aver ottenuto la grande popolarità nel genere burlesque, si dedicò alla prosa, sia come attrice sia come direttrice, assumendo la guida del Prince of Wales Theatre, assieme prima a Henry James Byron e poi a Squire Bancroft, che sposò nel 1867,cambiando il suo nome da Marie Wilton in Lady Bancroft.
Lei ed il marito erano entrambi attori teatrali già di successo quando si incontrarono e si sposarono nel 1867. Continuarono a collaborare insieme come direttori di teatro, oltre a produrre e recitare una serie di commedie drammatiche.
Effie si caratterizzò per un grande fascino durante la recitazione, mentre Squire si dimostrò un brillante uomo d'affari. Abbandonarono la direzione teatrale in età avanzata, ma entrambi continuarono a recitare e a scrivere nella vecchiaia.
Inventarono la cosiddetta "commedia da salotto", introdussero il nuovo stile naturalistico nella commedia drammatica e apportarono idee di gestione innovative ancora oggi in uso. Fondarono una compagnia teatrale di successo che stabilì nuovi standard di produzione e innalzò lo status della professione di attore. Recitavano ogni sera un singolo spettacolo, piuttosto che un mix di intrattenimenti, e incoraggiavano la frequentazione di un pubblico teatrale più esclusivo, grazie all'eliminazione della fossa, i posti economici davanti al palco, sostituiti con comodi sedili imbottiti, mentre i tappeti venivano sistemati nei corridoi per soddisfare un pubblico più esigente.
Nel 1879, Effie Bancroft e il marito si trasferirono nel più ampio Haymarket Theatre, che ricostruirono in base alle loro esigenze, e dove apparvero in numerose opere classiche e moderne.
Scrissero due volumi di memorie, pubblicate nel 1888: Signore e signora Bancroft nel e fuori il palcoscenico, descritti da loro stessi (Mr. and Mrs. Bancroft On and Off the Stage, Written by Themselves) e I Bancrofts: ricordi di sessant'anni (The Bancrofts: Recollections of Sixty Years), inoltre Effie Bancroft scrisse il romanzo L'ombra di Neeme (The Shadow of Neeme).